# Kanter
Der Kanter, auch Canter, ist ein leichter, lockerer Galopp, der zum Auflockern und Entspannen dienen kann, aber auch zum Konditionsaufbau junger Pferde. Diese Gangart kann von Pferd und Reiter über lange Strecken durchgehalten werden. 
Beim Kanter vermeidet der Reiter soweit möglich jeden Einfluss auf das Pferd. Dazu geht er in den leichten Sitz und hält das Pferd am langen Zügel. Im Kanter-Galopp legt ein Pferd etwa 300 bis 400 Meter pro Minute zurück, das entspricht einer Geschwindigkeit von 18 bis 24 Kilometer pro Stunde.
Im amerikanischen Sprachraum bezeichnet canter insbesondere einen langsamen Galopp im Gegensatz zu gallop.
Der Begriff Kantersieg leitet sich vom Begriff Kanter ab.

## Ursprung
Die Bezeichnung ist englischen Ursprungs und wurde erstmals in den Canterbury Tales des 14. Jahrhunderts mit „Canterbury gallop“, „Canterbury pace“ oder „Canterbury trot“ als Ausdruck für die Pilger verwendet, die zu Pferd nach Canterbury ritten, um den Schrein Thomas Beckets zu besuchen – sich die ansonsten weitaus mühevollere Pilgerreise somit vereinfachten, aber doch gemächlicher ritten als normalerweise.
Hieraus entwickelte sich das im Englischen erstmals 1755 nachweisbare Verb „to canter“, das für Formulierungen wie „to ride a horse at a canter“ im Pferdesport für die Pferdegangart zwischen Galopp und Trab übernommen wurde und sich später auch im Deutschen mit Kanter als Bezeichnung für „leichten Galopp“ oder „Arbeitsgalopp“ durchsetzte.